# Mortier Karl
Le mortier Karl (en allemand : Karlgerät) est un mortier de siège utilisé en faible nombre par l'armée allemande durant la Seconde Guerre mondiale. C'est la plus grosse pièce d'artillerie automotrice jamais construite.

## Dénomination
Avant sa mise en service, le véhicule est appelé Projekt 4 par Rheinmetall. Le premier nom à lui être donné dans la nomenclature est Gerät 040 en novembre 1940, rapidement modifié en Gerät-Karl en février 1941. En parallèle, la version de calibre 54 cm est appelé Gerät 041, l’ensemble prenant finalement le nom collectif de Karl-Gerät (du nom du général Karl Becker). À partir de 1943, les deux variantes sont appelées respectivement Karl-Gerät (60 cm) et Karl-Gerät (54 cm), la première ayant pour nom de code Gerät 040 et la seconde Gerät 041..

## Histoire
Rheinmetall commence dès 1935 à rechercher sur ses propres fonds le moyen de neutraliser les nouveaux ouvrages fortifiés construits après la Première Guerre mondiale, comme la Ligne Maginot. Après avoir soumis ses conclusions en 1936 au Waffenamt, l’entreprise reçoit en octobre une commande pour un mortier super-lourd pouvant tirer à 3 000 m un obus de 2 000 kg. La demande s’oriente alors encore vers une arme de conception classique à affût fixe et démontable pour le transport ; la commande exige toutefois que l’assemblage puisse être réalisé en six heures. Ce délai pose rapidement problème et, bien qu’une proposition soit quand même faite en janvier 1937, Rheinmetall prévient qu’il ne sera pas possible de répondre à cette partie de la demande. Afin de résoudre cette difficulté, l’entreprise propose alors de monter l’arme sur un châssis automoteur et le Waffenamt donne son accord en février 1937.
Rheinmetall travaille dans les mois qui suivent sur les nouvelles spécifications de l’arme et le Projekt 4 entre dans la phase de conception en août 1937. Les plans préliminaires sont approuvés le 9 mars 1938 par le Waffenamt, qui passe immédiatement commande de six véhicules, en plus du prototype. Étant donné que la pression au sol et la longueur du châssis prévues étaient bien supérieures à tous les véhicules produits jusqu’alors, des essais spéciaux sont menés entre mars et avril pour confirmer que le véhicule pourrait manœuvrer. Ces essais montrent que le véhicule aura une mobilité acceptable, malgré des difficultés pour tourner.
La conception se poursuit pendant le reste de l’année 1938 et la première moitié de 1939. L’arme est prête pour les essais de tir en juin 1939. Outre le contrôle de la conception, ces tests servent également à obtenir suffisamment de données pour pouvoir élaborer les chartes de tir indiquant les charges de poudre propulsive à utiliser en fonction de l’angle pour atteindre une certaine portée. En complément du mortier, plusieurs véhicules de support commencent à être développés à partir d’octobre 1939. Parmi ceux-ci se trouvent un véhicule de transport de munitions, dit Munitionsschlepper, élaboré sur la base du châssis du Panzer IV et un wagon spécial pour le transport ferroviaire. D’autres dispositifs sont développés à partir de novembre 1940 afin de permettre le transport par la route.
Les essais du châssis débutent en mai 1940, mais il faut encore attendre un an avant qu’un exemplaire soit terminé au complet, une démonstration ayant lieu le 2 juillet 1940. La production peut alors débuter, mais celle-ci étant longue, les véhicules ne commencent à être livrés qu’à partir du début de l’année 1941, au rythme d’environ un par mois. La production des six exemplaires commandés pour usage militaire s’achève en juillet 1941, la date de production du dernier exemplaire destiné à des essais n’est pas connue, mais était prévue pour mai 1942.
Dans l’idée d’augmenter la portée maximale, Hitler demande en février 1941 de réduire le calibre à 54 cm. Des difficultés de conception ralentissent toutefois fortement le programme et ce n’est qu’à la fin du mois de mai 1944 que l’arme réussit enfin à passer avec succès les essais, évitant de justesse au programme d’être annulé. Toutefois, alors qu’il était initialement prévu de convertir tous les exemplaires vers le calibre inférieur, les retards font que seuls trois véhicules, les nº I, IV et V, reçoivent le nouveau mortier.
En tout, six exemplaires furent produits.

## Histoire opérationnelle

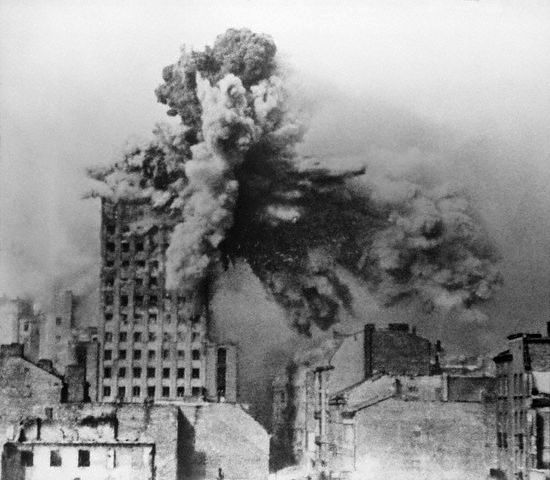
Immeuble de Varsovie touché par un obus du Mortier Karl pendant l'insurrection.

Les Karl arrivent trop tard pour être déployés face à la ligne Maginot. Le véritable baptême du feu de ces engins a lieu lors du siège de Sébastopol, qui correspondait tout à fait à leur rôle. Après l’issue victorieuse de ce siège, la plupart des mortiers Karl sont engagés lors de l’insurrection de Varsovie pour démolir le centre-ville et écraser les tireurs embusqués dans les sous-sols.

## Caractéristiques

### Mobilité
Ce mortier de 132 tonnes chargé nécessitait 107 hommes pour sa mise en opération, dont quatre pour le déplacer, et était capable de démolir 2,5 mètres d'épaisseur de béton et 45 cm de blindage d'acier. Ne pouvant voyager qu'à 5 km/h, il était monté sur deux chariots ferroviaires, un à l'avant et l'autre à l'arrière — tout comme le canon Léopold — pour franchir les grandes distances. Ce n'est qu'arrivé à destination qu'il pouvait se déplacer par ses propres moyens.

### Armement
La raison d’être du Karl est son mortier de Rohr 040 60 cm. Celui-ci tire sous des angles élevés des obus perforants qui, bénéficiant de l’effet de la gravité, peuvent traverser plus de 2,5 m de béton armé avant d’exploser. Initialement, le seul obus disponible est le schwere Betonsgranate (« obus lourd anti-béton »), un colosse de 2,51 m de long et 2 170 kg pouvant être tiré jusqu’à 4,3 km de distance. Afin d’augmenter la portée maximale, un obus plus léger ne pesant que 1 700 kg, le leichte Betonsgranate 040, est introduit à partir de 1942. Même à portée maximale, l’obus lourd présente une excellente précision, avec un écart circulaire probable inférieur à dix mètres. L’obus léger, s’il permet d’atteindre une portée maximale de 6 640 m, se montre en revanche bien moins précis avec un écart circulaire probable d’environ 50 m.
À partir de l’été 1944, les exemplaires nº I, IV et V sont réarmés avec le mortier de 54 cm Rohr 041. Celui-ci ne tire qu’un seul type d’obus, le leichte Betonsgranate 041, variante de l’obus léger du mortier de 60 cm. Ne pesant que 1 250 kg, il peut atteindre une portée maximale d’environ 10 000 m, tout en ayant une précision similaire à celle du leichte Betonsgranate 040.